# ام‌جی ۳
ام‌جی ۳ خودرویی در کلاس سوپرمینی تولید شده توسط خودروسازی سایک موتور است. اولین نسل آن به نام ام‌جی ۳ اس‌دبلیو به بازار عرضه شد، این خودرو براساس خودرویی به نام روور استریت‌ویس ساخته شده که در اصل مدل تغییریافته روور ۲۵ است. نسل دوم این خودرو در سال ۲۰۱۱ معرفی شد و در همان سال نیز به بازار عرضه شد. نسل دوم نام ام‌جی ۳ را با خود یدک می‌کشد و به‌دلیل یکسان بودن پلت‌فرم آن به اشکودا فابیا، بسیار شبیه آن است. این خودرو محبوب‌ترین خودروی چینی‌ای است که در انگلستان به فروش می‌رسد.